# 杜宾球孢虫
杜宾球孢虫（学名：Sphaerospora dubinini）为球孢科球孢虫属的动物。分布于俄罗斯以及辽宁等，营寄生生活，寄生在乌苏拟鲿的膀胱。